# Ulrike Sennewald
Ulrike Sennewald (* 10. Mai 1989 in Rostock) ist eine ehemalige deutsche Ruderin. Ihr größter Erfolg war der Gewinn der Silbermedaille im Achter bei den Europameisterschaften 2013.
Sennewald ruderte für den ORC Rostock. 2006 belegte sie mit dem Achter den dritten Platz bei den Junioren-Weltmeisterschaften. Bei den Junioren-Weltmeisterschaften 2007 wechselte sie in den Zweier ohne Steuerfrau und erreichte mit Nadja Drygalla den zweiten Platz, 2008 wurden die beiden Vierte bei der U23-Weltregatta. Ab 2009 rudert Ulrike Sennewald im deutschen Frauenachter, mit dem sie bei den Ruder-Weltmeisterschaften 2009 den vierten Platz belegte. 2010 gewann sie mit dem deutschen Achter die Bronzemedaille bei den Europameisterschaften, bei den Weltmeisterschaften kam das Boot auf den siebten Platz. Nach dem achten Platz bei den Weltmeisterschaften 2011 traten Drygalla und Sennewald bei den Europameisterschaften wieder im Zweier an und erreichten dort den vierten Platz. 2012 qualifizierte sich Sennewald mit dem deutschen Frauenachter für die Olympischen Spiele in London, bei der olympischen Regatta belegte der Achter den siebten Platz. 2013 erreichte Sennewald zum Abschluss ihrer Karriere den zweiten Platz im Achter bei den Europameisterschaften 2013 in Sevilla.
Bei den deutschen Rudermeisterschaften belegte Ulrike Sennewald 2010 zusammen mit Nina Wengert den zweiten Platz im Zweier hinter Kerstin Hartmann und Marlene Sinnig, 2011 gewannen Hartmann/Sinnig vor Sennewald und Drygalla. Im Vierer ohne Steuerfrau gewann Sennewald 2011 ebenso den deutschen Meistertitel wie im Achter.
Ulrike Sennewalds Vater Hans Sennewald gewann 1992 eine olympische Bronzemedaille. Die 1,94 m große Ruderin studierte Wirtschaftswissenschaften an der Universität Rostock.